# Neoprotoplonyx indica
Neoprotoplonyx indica är en tvåvingeart som beskrevs av Rao 1950. Neoprotoplonyx indica ingår i släktet Neoprotoplonyx och familjen gallmyggor. Inga underarter finns listade i Catalogue of Life.